# 施帕拉費爾德山
47°32′58″N 14°31′49″E / 47.549558°N 14.530264°E

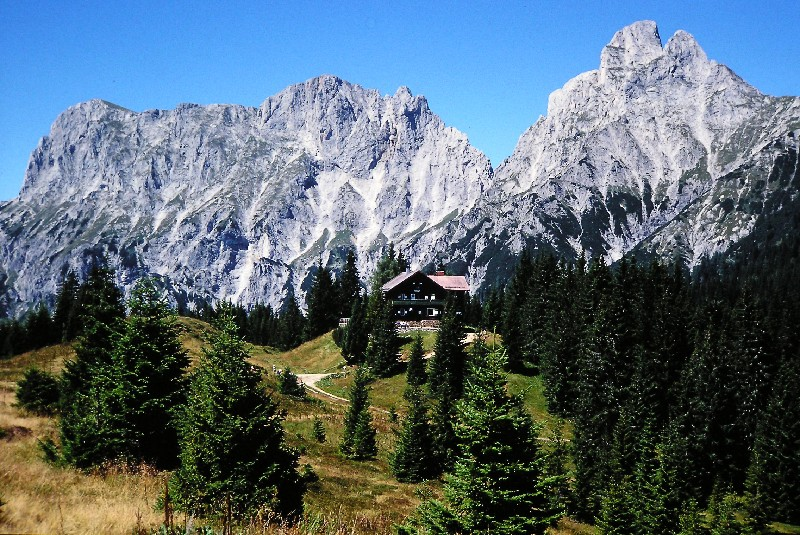

施帕拉費爾德山（德語：Sparafeld），是奧地利的山峰，位於該國東南部，由施泰爾馬克州負責管轄，屬於恩斯塔爾阿爾卑斯山脈的一部分，海拔高度2,247米，每年平均降雨量1,513毫米。